# Phaenomenella angusta
Phaenomenella angusta là một loài ốc biển, là động vật thân mềm chân bụng sống ở biển trong họ Buccinidae.